# Commissione Territorio, ambiente, beni ambientali del Senato della Repubblica
La Commissione permanente 13ª Territorio, ambiente, beni ambientali è stato un organo del Senato della Repubblica italiana dalla X alla XVIII legislatura.

## Funzione
Le competenze della Commissione riguardano, oltre alla salvaguardia dell'ambiente, le tematiche relative alla difesa del suolo, all'urbanistica e all'edilizia, alla protezione del mare e delle coste, alla prevenzione degli eventi calamitosi ed alla ricostruzione delle zone danneggiate, nonché le materie dei parchi naturali, della caccia, delle cave e delle torbiere.
Inoltre, la Commissione si occupa della tutela e gestione del patrimonio boschivo e di quello faunistico, le materie della protezione civile e dell'inquinamento, nonché quella della realizzazione di alloggi da destinare a locazioni in favore di particolari categorie sociali e tutti i profili relativi all'impatto ambientale e paesaggistico delle opere e dei programmi pubblici.
La Commissione condivide con la Commissione Giustizia le competenze in tema di locazione, equo canone e sfratti.

## Composizione
La Commissione è composta da circa 25 senatori (di cui due segretari, due vicepresidenti e un presidente) scelti in modo omogeneo tra i componenti del Senato della Repubblica, in modo da rispecchiarne le forze politiche presenti. Essi sono scelti dai gruppi parlamentari (e non dal Presidente, come invece accade per l'organismo della Giunta parlamentare): per la nomina dei membri ciascun Gruppo, entro cinque giorni dalla propria costituzione, procede, dandone comunicazione alla Presidenza del Senato, alla designazione dei propri rappresentanti nelle singole Commissioni permanenti.
Ogni senatore chiamato a far parte del governo o eletto presidente della Commissione è, per la durata della carica, sostituito dal suo gruppo nella Commissione con un altro senatore, che continuerà ad appartenere anche alla Commissione di provenienza. Tranne in rari casi nessun Senatore può essere assegnato a più di una Commissione permanente. Le Commissioni permanenti sono rinnovate dopo il primo biennio della legislatura ed i loro componenti possono essere confermati, ma i gruppi parlamentari possono cambiare i propri membri autonomamente in qualsiasi momento, sostituendoli, aggiungendoli o rimuovendoli, modificando di conseguenza anche il numero totale dei componenti della Commissione.

## Presidenti
| N°                                        | Presidente | Presidente | Presidente                                 | Gruppo parlamentare                                                                            | Mandato        | Mandato         | Legislatura  |
| N°                                        | Presidente | Presidente | Presidente                                 | Gruppo parlamentare                                                                            | Inizio         | Fine            | Legislatura  |
| ----------------------------------------- | ---------- | ---------- | ------------------------------------------ | ---------------------------------------------------------------------------------------------- | -------------- | --------------- | ------------ |
| 13ª Territorio, ambiente, beni ambientali |            |            |                                            |                                                                                                |                |                 |              |
| 1                                         |            |            | Maurizio Pagani (1936–2014)                | Partito Socialista Democratico Italiano                                                        | 5 agosto 1987  | 22 aprile 1992  | X (1987)     |
| 2                                         |            |            | Cesare Golfari (1932–2004)                 | Partito Popolare Italiano - Democrazia Cristiana                                               | 17 giugno 1992 | 14 aprile 1994  | XI (1992)    |
| 3                                         |            |            | Giorgio Brambilla (1926–2004)              | Lega Nord                                                                                      | 1º giugno 1994 | 8 maggio 1996   | XII (1994)   |
| 4                                         |            |            | Fausto Giovanelli (1951–)                  | Democratici di Sinistra - l'Ulivo                                                              | 5 giugno 1996  | 29 maggio 2001  | XIII (1996)  |
| 5                                         |            |            | Emiddio Novi (1946–2018)                   | Forza Italia                                                                                   | 26 giugno 2001 | 27 aprile 2006  | XIV (2001)   |
| 6                                         |            |            | Tommaso Sodano (1957–)                     | Rifondazione Comunista - Sinistra Europea                                                      | 6 giugno 2006  | 28 aprile 2008  | XV (2006)    |
| 7                                         |            |            | Antonio D'Alì (1951–)                      | Il Popolo della Libertà                                                                        | 22 maggio 2008 | 14 marzo 2013   | XVI (2008)   |
| 8                                         |            |            | Giuseppe Francesco Maria Marinello (1958–) | Il Popolo della Libertà (2013) Alternativa Popolare - Centristi per l'Europa - NCD (2013-2018) | 7 maggio 2013  | 22 marzo 2018   | XVII (2013)  |
| 9                                         |            |            | Vilma Moronese (1971–)                     | MoVimento 5 Stelle (2018-2021) Misto (2021-2022)                                               | 21 giugno 2018 | 12 ottobre 2022 | XVIII (2018) |

## Procedure
La Commissione viene convocata per la prima volta dal presidente del Senato per procedere alla propria costituzione. L'Ufficio di Presidenza della Commissione, integrato dai rappresentanti dei gruppi, predispone il programma e il calendario dei lavori, che sono stabiliti in modo da assicurare l'esame in via prioritaria dei disegni di legge e degli altri argomenti compresi nel programma e nel calendario dell'Assemblea. Quando la discussione di un determinato argomento, anche non compreso nel programma, sia richiesta da almeno un quinto dei componenti della Commissione, l'inserimento nell'ordine del giorno in tempi brevi è rimesso all'Ufficio di Presidenza della Commissione stessa. Al termine di ciascuna seduta, di norma, il presidente della Commissione annuncia la data, l'ora e l'ordine del giorno della seduta successiva e viene di conseguenza stampato e pubblicato l'ordine del giorno.

## Composizione nella XVIII legislatura (2018 - 2022)
Elenco dei membri al luglio 2022
| Senatore | Senatore | Senatore                                                     | Partito                              | Ruolo          |
| -------- | -------- | ------------------------------------------------------------ | ------------------------------------ | -------------- |
|          |          | Vilma Moronese                                               | Indipendente                         | Presidente     |
|          |          | Albert Lanièce                                               | Union Valdôtaine                     | Vicepresidente |
|          |          | Gaetano Nastri                                               | Fratelli d'Italia                    | Vicepresidente |
|          |          | Maria Alessandra Gallone                                     | Forza Italia                         | Segretario     |
|          |          | Franco Mirabelli (in sostituzione di Assuntela Messina)      | Partito Democratico                  | Segretario     |
|          |          | Vito Crimi                                                   | Movimento 5 Stelle                   | Membro         |
|          |          | Patty L'Abbate                                               | Movimento 5 Stelle                   | Membro         |
|          |          | Emma Pavanelli                                               | Movimento 5 Stelle                   | Membro         |
|          |          | Giuseppe Pisani (in sostituzione di Barbara Floridia)        | Movimento 5 Stelle                   | Membro         |
|          |          | Ruggiero Quarto                                              | Movimento 5 Stelle                   | Membro         |
|          |          | Paolo Arrigoni                                               | Lega                                 | Membro         |
|          |          | Umberto Bossi                                                | Lega                                 | Membro         |
|          |          | Luca Briziarelli                                             | Lega                                 | Membro         |
|          |          | Francesco Bruzzone                                           | Lega                                 | Membro         |
|          |          | Giuliano Pazzaglini                                          | Lega                                 | Membro         |
|          |          | Fulvia Michela Caligiuri (in sostituzione di Giuseppe Moles) | Forza Italia                         | Membro         |
|          |          | Alfredo Messina                                              | Forza Italia                         | Membro         |
|          |          | Urania Papatheu                                              | Forza Italia                         | Membro         |
|          |          | Andrea Ferrazzi                                              | Partito Democratico                  | Membro         |
|          |          | Simona Malpezzi                                              | Partito Democratico                  | Membro         |
|          |          | Laura Garavini (in sostituzione di Teresa Bellanova)         | Italia Viva                          | Membro         |
|          |          | Virginia La Mura                                             | Indipendente                         | Membro         |
|          |          | Loredana Russo                                               | Insieme per il futuro                | Membro         |
|          |          | Maurizio Buccarella                                          | Indipendente                         | Membro         |
|          |          | Paola Nugnes                                                 | Partito della Rifondazione Comunista | Membro         |